# Helen Kendrick Johnson
Helen Kendrick Johnson (Hamilton, 4 gennaio 1844 – 3 gennaio 1917) è stata una scrittrice e attivista statunitense che si oppose al movimento per il suffragio femminile.

## Biografia
Helen Kendrick Johnson nacque a Hamilton, New York, da Asahel Clark Kendrick, professore di greco all'Università di Rochester e da Anne Elizabeth Kendrick (nata Hopkins), morta nel 1851 dopo la nascita della terza sorella di Helen. Dopo la morte di sua madre, Helen trascorse gran parte della sua infanzia vivendo con sua zia a Clinton, New York, fino al 1860, quando trascorse del tempo a Savannah, in Georgia, con i fratelli di suo padre che partirono nel 1861 a causa dello scoppio della guerra civile americana. Nel 1863 si iscrisse come studentessa all'Oread Institute di Worcester, Massachusetts. Dopo la fine della guerra civile tornò brevemente a Savannah, ove trascorse il resto della sua infanzia oltre che presso la casa di una zia a Utica, New York, e presso la casa di suo padre a Rochester, New York, dove rimase fino al suo matrimonio.
Dopo aver sposato l'editore Rossiter Johnson, nel 1869 iniziò a scrivere libri per bambini e articoli di viaggio. I suoi documenti sono conservati presso la New York Public Library.
Sia lei che suo marito furono attivi nel movimento anti-suffragio. Dal 1894 al 1896 fu editrice dell'American Woman's Journal e nel 1886 fondò il Meridian Club. Rossiter fu autore di un opuscolo intitolato Why Women Do Not Want the Ballot. Nel 1897 Helen scrisse quella che è spesso considerata la migliore sintesi degli argomenti contro il suffragio femminile, ovvero Woman and the Republic, in cui sosteneva che le donne non avessero bisogno del voto per stabilire una maggiore uguaglianza giuridica, economica e di altro tipo e che il ruolo delle donne nella la sfera domestica fosse essenziale per il mantenimento della repubblica americana. Fu apertamente critica nei confronti degli scritti di Elizabeth Cady Stanton e della sua opera La Bibbia della donna aperti al radicalismo e al socialismo. Durante il suo periodo come attivista anti-suffragista tenne discorsi in diversi comitati legislativi ad Albany e Washington e scrisse molti articoli di giornale e opuscoli sull'argomento. Nel 1910 fondò il Guidon Club, un'organizzazione anti-suffragista dedita allo studio della politica e del governo.

## Opere
- Our Familiar Songs and Those Who Made Them; more than three hundred standard songs of the English-speaking race, arranged with piano accompaniment, and preceded by sketches of the writers and histories of the songs (1881)[6]
- Woman and the republic; a survey of the woman-suffrage movement in the United States (Appleton, New York, 1897)